# 新田 (ふじみ野市)
新田（しんでん）は、埼玉県ふじみ野市の町名。現行行政地名は新田一丁目から新田二丁目。住居表示実施済み区域。郵便番号は356-0033。

## 世帯数と人口
2022年（令和4年）8月1日現在の世帯数と人口は以下の通りである。
| 町丁       | 世帯数    | 人口    |
| ---------- | --------- | ------- |
| 新田一丁目 | 614世帯   | 1,366人 |
| 新田二丁目 | 441世帯   | 979人   |
| 計         | 1,055世帯 | 2,345人 |

## 小・中学校の学区
市立小・中学校に通う場合、学区（校区）は以下の通りとなる。
| 丁目   | 小学校                 | 中学校                   |
| ------ | ---------------------- | ------------------------ |
| 一丁目 | ふじみ野市立駒西小学校 | ふじみ野市立福岡中学校   |
| 二丁目 | ふじみ野市立福岡小学校 | ふじみ野市立花の木中学校 |

## 交通

### 鉄道
町内に鉄道は敷設されていない。

### 道路
町内を通る国道、および主要地方道・一般県道はない。
- 慶珍塚通り

## 施設
- ふじみ野市立新田保育所
- 芝生公園